# Rio Guranda
O Rio Guranda é um rio da Romênia, afluente do Jijia, localizado no distrito de Botoşani.